# Illice persimilis
Illice persimilis är en fjärilsart som beskrevs av George Francis Hampson 1903. Illice persimilis ingår i släktet Illice och familjen björnspinnare. Inga underarter finns listade i Catalogue of Life.